# Нойнкірх
Нойнкірх (нім. Neunkirch) — місто  в Швейцарії в кантоні Шаффгаузен, округ Оберклеттгау.

## Географія
Місто розташоване на відстані близько 115 км на північний схід від Берна, 11 км на захід від Шаффгаузена.
Нойнкірх має площу 17,9 км², з яких на 7,4% дозволяється будівництво (житлове та будівництво доріг), 47,1% використовуються в сільськогосподарських цілях, 44,9% зайнято лісами, 0,6% не є продуктивними (річки, льодовики або гори).

## Демографія
2019 року в місті мешкало 2326 осіб (+19,7% порівняно з 2010 роком), іноземців було 18,1%. Густота населення становила 130 осіб/км².
За віковим діапазоном населення розподілялося таким чином: 19,7% — особи молодші 20 років, 60,7% — особи у віці 20—64 років, 19,6% — особи у віці 65 років та старші. Було 1047 помешкань (у середньому 2,2 особи в помешканні).
Із загальної кількості 857 працюючих 61 був зайнятий в первинному секторі, 308 — в обробній промисловості, 488 — в галузі послуг.